# 見返り美人 (中島みゆきの曲)
『見返り美人』（みかえりびじん）は、中島みゆきの19作目のシングル。1986年9月21日にキャニオン・レコードよりリリースされた。

## 解説
このシングルからEP、シングル・カセットの2形態で発売されている。シングルジャケットの写真は、鎖骨のクボミを強調するためスタジオの床に寝た状態で撮影された。

### 見返り美人
14作目のオリジナルアルバム『36.5℃』にヴォーカルのリテイクやギターソロが追加されたアルバムバージョンで収録。シングルバージョンは2作目のベストアルバム『Singles』にて初収録された。また、26作目のシングル「トーキョー迷子」には本曲のアレンジバージョンである「見返り美人 (New Version)」が収録された。
翌1987年にリリースされたCDビデオ『中島みゆき CDV GOLD』には、ニューヨークで撮影されたプロモーションビデオが収録されている。
詞の内容からだと、いつか美人になって相手を見返してやろうという歌なので「見返し美人」というのが正しいが、誤字を避けるために「見返り美人」にした。
当初は中森明菜に提供される予定だったが、その計画は頓挫したという。

### どこにいても
2作目のベストアルバム『Singles』にてアルバム初収録となった。また、32作目のオリジナルアルバム『いまのきもち』には瀬尾一三編曲のもと、セルフカバーバージョンとして初収録されている。

## 収録曲

### EPレコード / 8cmCD
| 全作詞・作曲: 中島みゆき、全編曲: 萩田光雄。 |                  |            |            |
| #                                            | タイトル         | 作詞       | 作曲・編曲 |
| 1.                                           | 「見返り美人」   | 中島みゆき | 中島みゆき |
| 2.                                           | 「どこにいても」 | 中島みゆき | 中島みゆき |

### CT
| 全作曲: 中島みゆき、全編曲: 萩田光雄。 |                                      |            |            |
| #                                      | タイトル                             | 作詞       | 作曲・編曲 |
| 1.                                     | 「見返り美人」                       | 中島みゆき | 中島みゆき |
| 2.                                     | 「見返り美人」(オリジナル・カラオケ) |            | 中島みゆき |

| 全作曲: 中島みゆき、全編曲: 萩田光雄。 |                                        |            |            |
| #                                      | タイトル                               | 作詞       | 作曲・編曲 |
| 1.                                     | 「どこにいても」                       | 中島みゆき | 中島みゆき |
| 2.                                     | 「どこにいても」(オリジナル・カラオケ) |            | 中島みゆき |

## 楽曲の収録アルバム
| 曲名                    | 収録アルバム                              | 発売日         | 備考                                    | 編曲     |
| ----------------------- | ----------------------------------------- | -------------- | --------------------------------------- | -------- |
| 見返り美人              | 『36.5℃』                                 | 1986年11月12日 | 14thアルバム アルバム・ヴァージョン     | 萩田光雄 |
| 見返り美人              | 『歌暦』                                  | 1987年2月21日  | ライブアルバム                          | 萩田光雄 |
| 見返り美人              | 『Singles』                               | 1987年8月21日  | ベストアルバム シングル・ヴァージョン   | 萩田光雄 |
| 見返り美人              | 『中島みゆき PRESENTS BEST SELECTION 16』 | 1989年3月21日  | ベストアルバム                          | 萩田光雄 |
| どこにいても            | 『Singles』                               | 1987年8月21日  | ベストアルバム シングル・ヴァージョン   | 萩田光雄 |
| どこにいても            | 『いまのきもち』                          | 2004年11月17日 | 32ndアルバム セルフカバー・ヴァージョン | 瀬尾一三 |
| 見返り美人 (NEW VERSON) | 『Singles II』                            | 1994年4月21日  | →「 トーキョー迷子 」を参照             | 瀬尾一三 |

## カバー
見返り美人
- 工藤静香（2008年、アルバム『MY PRECIOUS -Shizuka sings songs of Miyuki-』収録）